# Marisa Tomei
Marisa Tomei (n. 4 decembrie 1964) este o actriță italo-americană de film și televiziune. Ea a câștigat Premiul Oscar pentru cea mai bună actriță în rol secundar pentru rolul din filmul My Cousin Vinny (1992). De asemenea, a fost nominalizată la Oscar și pentru rolurile din In the Bedroom (2001) și The Wrestler (2008).

## Biografie

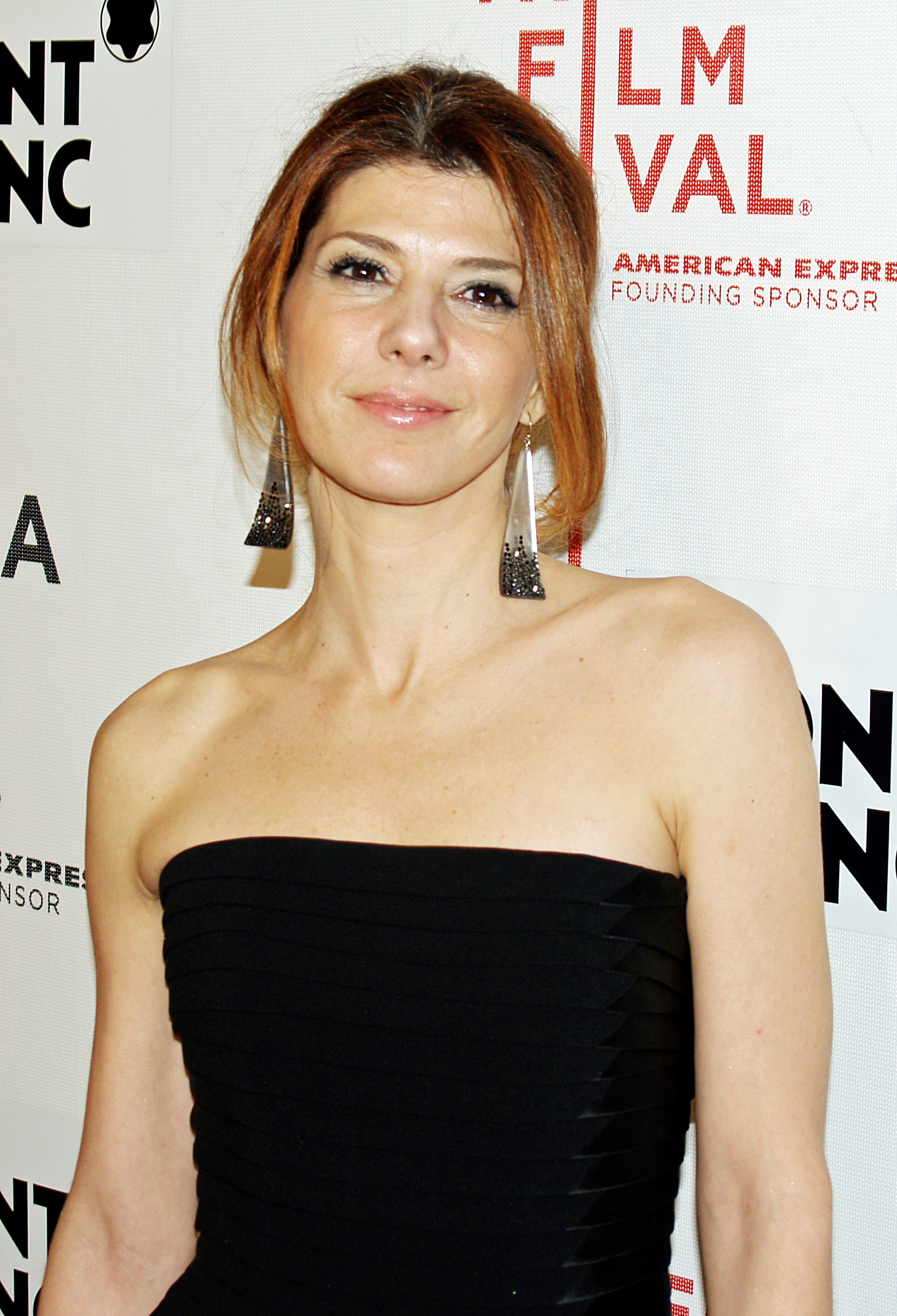
Marisa Tomei la premiera filmului War, Inc. (aprilie 2008)

Marisa Tomei s-a născut în Brooklyn, New York, fiica Patriciei Addie, o profesoară de limba engleză și Gary A. Tomei, avocat. Are un frate mai mic, actorul Adam Tomei și a fost crescută în mare parte de către bunicii săi din partea tatălui, Rita și Romeo Tomei. A crescut în apropierea Brooklin-ului, la Midwood. În adolescență a fost captivată de spectacolele de pe Broadway. Părinții săi sunt mari iubitori de teatru și astfel mica Marisa a intrat în contact cu lumea artistică, îndrăgind-o. A urmat cursurile Liceului Andries Hudde, acolo unde s-a înscris în trupa de teatru. Primul său rol a fost acela al lui Hedy LaRue în piesa Cum să ai succes în afaceri fără să te chinui prea tare. A absolvit Liceul în 1982 și a urmat cursurile Universității Boston pentru un an. În anul 1992 a intrat în atenția producătorilor, regizorilor și criticilor pentru rolul său din comedia My Cousin Vinny, pentru care a și câștigat Premiul pentru Cea mai bună actriță a Academiei Americane de film. Au urmat filme de artă în care a apărut, iar în 1998 a jucat în Slums of Beverly Hills. Cele mai de succes filme comerciale în care a apărut sunt What Women Want din anul 2000, Anger Management din 2003 și Wild Hogs din 2007. A primit critici bune pentru rolurile sale din Unhook the Stars din 1996, Slums of Beverly Hills din 1998 și Before the Devil Knows You're Dead din 2007. Pentru prestațiile sale din filmele In the Bedroom din 2001 și The Wrestler din 2008 a fost nominalizată pentru Premiile Academiei Americane de Film.

## Filmografie
| An   | Titlu                                                | Rol                | Note       |
| ---- | ---------------------------------------------------- | ------------------ | ---------- |
| 1984 | The Flamingo Kid                                     | Mandy              |            |
| 1984 | The Toxic Avenger                                    | Health Club Girl   | Uncredited |
| 1986 | Playing for Keeps                                    | Tracy              |            |
| 1991 | Oscar                                                | Lisa Provolone     |            |
| 1991 | Zandalee                                             | Remy               |            |
| 1992 | My Cousin Vinny                                      | Mona Lisa Vito     |            |
| 1992 | Equinox                                              | Rosie Rivers       |            |
| 1992 | Chaplin                                              | Mabel Normand      |            |
| 1993 | Untamed Heart                                        | Caroline           |            |
| 1994 | Only You                                             | Faith Corvatch     |            |
| 1994 | The Paper                                            | Martha Hacket      |            |
| 1995 | The Perez Family                                     | Dorita Evita Perez |            |
| 1995 | Four Rooms                                           | Margaret           |            |
| 1996 | Unhook the Stars                                     | Monica Warren      |            |
| 1997 | A Brother's Kiss                                     | Missy              |            |
| 1997 | Welcome to Sarajevo                                  | Nina               |            |
| 1998 | Slums of Beverly Hills                               | Rita Abromowitz    |            |
| 2000 | Happy Accidents                                      | Ruby Weaver        |            |
| 2000 | The Watcher                                          | Dr. Polly Beilman  |            |
| 2000 | What Women Want                                      | Lola               |            |
| 2000 | King of the Jungle                                   | Det. Costello      |            |
| 2000 | Dirk and Betty                                       | Paris              |            |
| 2001 | In the Bedroom                                       | Natalie Strout     |            |
| 2001 | Someone Like You                                     | Liz                |            |
| 2002 | The Wild Thornberrys Movie                           | Bree Blackburn     | voice      |
| 2002 | Just a Kiss                                          | Paula              |            |
| 2002 | The Guru                                             | Lexi               |            |
| 2003 | Anger Management                                     | Linda              |            |
| 2004 | Alfie                                                | Julie              |            |
| 2005 | Loverboy                                             | Sybil              |            |
| 2005 | Marilyn Hotchkiss' Ballroom Dancing and Charm School | Meredith Morrison  |            |
| 2005 | Factotum                                             | Laura              |            |
| 2006 | Danika                                               | Danika             |            |
| 2007 | Grace Is Gone                                        | Woman at Pool      |            |
| 2007 | Wild Hogs                                            | Maggie             |            |
| 2007 | Before the Devil Knows You're Dead                   | Gina Hanson        |            |
| 2008 | War, Inc.                                            | Natalie Hegalhuzen |            |
| 2008 | The Wrestler                                         | Cassidy/Pam        |            |
| 2010 | Cyrus                                                | Molly              |            |
| 2010 | Grown Ups                                            | Spectator          | Cameo      |
| 2011 | The Lincoln Lawyer                                   | Margaret McPherson |            |
| 2011 | Salvation Boulevard                                  | Honey Foster       |            |
| 2011 | Crazy, Stupid, Love.                                 | Kate               |            |
| 2011 | The Ides of March                                    | Ida Horowicz       |            |
| 2012 | Inescapable                                          | Fatima             |            |
| 2012 | Parental Guidance                                    | Alice              |            |
| 2014 | Love Is Strange                                      | Kate               |            |
| 2015 | Haos de Crăciun                                      | Emma               |            |
| 2017 | Spider-man: Homecoming                               | Mătușa May         |            |
| 2019 | Spider-man: Far from home                            | Mătușa May         |            |
| 2021 | Spider-Man: No Way Home                              | Mătușa May         |            |

| An   | Titlu                                 | Rol                 | Note                            |
| ---- | ------------------------------------- | ------------------- | ------------------------------- |
| 1984 | As the World Turns                    | Marcy Thompson      | 2 episodes                      |
| 1987 | ABC Afterschool Special               | Noelle Crandall     | Episode: "Supermom's Daughter"  |
| 1987 | Leg Work                              | Donna Ricci         | Episode: "Pilot"                |
| 1987 | A Different World                     | Maggie Lauten       | 21 episodes                     |
| 1996 | Seinfeld                              | Herself             | Episode: "The Cadillac"         |
| 1998 | Since You've Been Gone                | Tori                | Uncredited                      |
| 1998 | Only Love                             | Elvie               |                                 |
| 1998 | My Own Country                        | Mattie Vines        | Movie                           |
| 2003 | The Simpsons                          | Sara Sloane (voice) | Episode: "A Star Is Born Again" |
| 2006 | Rescue Me                             | Angie Gavin         | 4 episodes                      |
| 2007 | The Rich Inner Life of Penelope Cloud | Penelope Cloud      | Movie                           |

| An   | Titlu           | Rol     | Note           |
| ---- | --------------- | ------- | -------------- |
| 2010 | Core and Curves | Herself | Exercise video |

## Scenă
Tomei has also done substantial work in the theatre. She was formerly involved with the Naked Angels Theatre Company. 
- 1986: Daughters, ca Cetta, recipient - Theatre World Award
- 1987: Beirut, ca Blue
- 1988: What The Butler Saw, ca Geraldine Barclay
- 1992: The Comedy of Errors, ca Adriana
- 1994: Slavs!, ca Katherine Serafima Gleb
- 1996: Dark Rapture, ca Julie
- 1996: Demonology, ca Gina
- 1998: Wait Until Dark, ca Susy Hendrix
- 2003: Salomé, ca Salome
- 2008: Top Girls, ca Isabella Bird/Joyce/Mrs. Kidd, nomination - Drama Desk Award for Outstanding Featured Actress in a Play
- 2011: Marie and Bruce, ca Marie
- 2014: The Realistic Joneses, ca Pony Jones

## Premii și nominalizări
| An   | Premiu                                                                                       | Titlu                              | Rezultat     |
| ---- | -------------------------------------------------------------------------------------------- | ---------------------------------- | ------------ |
| 1992 | Academy Award for Best Supporting Actress                                                    | My Cousin Vinny                    | Câștigat     |
| 1992 | MTV Movie Award for Best Breakthrough Performance                                            | My Cousin Vinny                    | Câștigat     |
| 1992 | Chicago Film Critics Association Award for Best Supporting Actress                           | My Cousin Vinny                    | Nominalizare |
| 1992 | Chicago Film Critics Association Award for Most Promising Actress                            | My Cousin Vinny                    | Câștigat     |
| 1993 | MTV Movie Award for Best Kiss (shared with Christian Slater)                                 | Untamed Heart                      | Câștigat     |
| 1996 | Screen Actors Guild Award for Outstanding Performance by a Female Actor in a Supporting Role | Unhook the Stars                   | Nominalizare |
| 1998 | American Comedy Awards for Funniest Supporting Actress – Motion Picture                      | Slums of Beverly Hills             | Nominalizare |
| 1998 | Teen Choice Award – Film – Funniest Scene (shared with Natasha Lyonne)                       | Slums of Beverly Hills             | Nominalizare |
| 2000 | Satellite Award for Best Supporting Actress - Motion Picture Musical or Comedy               | What Women Want                    | Nominalizare |
| 2000 | Blockbuster Entertainment Awards – Favorite Supporting Actress – Comedy/Romance              | What Women Want                    | Nominalizare |
| 2001 | Academy Award for Best Supporting Actress                                                    | In The Bedroom                     | Nominalizare |
| 2001 | Dallas-Fort Worth Film Critics Association Award for Best Supporting Actress                 | In The Bedroom                     | Câștigat     |
| 2001 | Southeastern Film Critics Association Award for Best Supporting Actress                      | In The Bedroom                     | Câștigat     |
| 2001 | Broadcast Film Critics Association Award for Best Supporting Actress                         | In The Bedroom                     | Nominalizare |
| 2001 | Chicago Film Critics Association Award for Best Supporting Actress                           | In The Bedroom                     | Nominalizare |
| 2001 | Golden Globe Award for Best Supporting Actress - Motion Picture                              | In The Bedroom                     | Nominalizare |
| 2001 | Online Film Critics Society Award for Best Supporting Actress                                | In The Bedroom                     | Nominalizare |
| 2001 | Phoenix Film Critics Society Award for Best Supporting Actress                               | In The Bedroom                     | Nominalizare |
| 2001 | Satellite Award for Best Supporting Actress - Motion Picture Drama                           | In The Bedroom                     | Nominalizare |
| 2001 | Screen Actors Guild Award for Outstanding Performance by a Cast in a Motion Picture          | In The Bedroom                     | Nominalizare |
| 2006 | Gracie Allen Award – Outstanding Supporting Actress                                          | Rescue Me                          | Câștigat     |
| 2007 | Gotham Award for Best Cast                                                                   | Before the Devil Knows You're Dead | Câștigat     |
| 2007 | Independent Spirit Award for Best Supporting Female                                          | Before the Devil Knows You're Dead | Nominalizare |
| 2008 | Academy Award for Best Supporting Actress                                                    | The Wrestler                       | Nominalizare |
| 2008 | Dallas-Fort Worth Film Critics Association Award for Best Supporting Actress (3rd place)     | The Wrestler                       | Câștigat     |
| 2008 | Detroit Film Critics Society Award for Best Supporting Actress                               | The Wrestler                       | Câștigat     |
| 2008 | Florida Film Critics Circle Award for Best Supporting Actress                                | The Wrestler                       | Câștigat     |
| 2008 | Hollywood Film Festival Award for Supporting Actress of the Year                             | The Wrestler                       | Câștigat     |
| 2008 | Las Vegas Film Critics Society Award for Best Supporting Actress                             | The Wrestler                       | Câștigat     |
| 2008 | Oklahoma Film Critics Circle Award for Best Supporting Actress                               | The Wrestler                       | Câștigat     |
| 2008 | Online Film Critics Society Award for Best Supporting Actress                                | The Wrestler                       | Câștigat     |
| 2008 | Phoenix Film Critics Society Award for Best Supporting Actress                               | The Wrestler                       | Câștigat     |
| 2008 | San Diego Film Critics Society Award for Best Supporting Actress                             | The Wrestler                       | Câștigat     |
| 2008 | San Francisco Film Critics Circle Award for Best Supporting Actress                          | The Wrestler                       | Câștigat     |
| 2008 | BAFTA Award for Best Actress in a Supporting Role                                            | The Wrestler                       | Nominalizare |
| 2008 | Broadcast Film Critics Association Award for Best Supporting Actress                         | The Wrestler                       | Nominalizare |
| 2008 | Golden Globe Award for Best Supporting Actress - Motion Picture                              | The Wrestler                       | Nominalizare |
| 2008 | Houston Film Critics Society Award for Best Supporting Actress                               | The Wrestler                       | Nominalizare |
| 2008 | Vancouver Film Critics Circle Award for Best Supporting Actress                              | The Wrestler                       | Nominalizare |
| 2010 | Satellite Award for Best Actress – Motion Picture Musical or Comedy                          | Cyrus                              | Nominalizare |